# Гонсало Кордова
Гонсало Сегундо Кордова-і-Рівера (15 липня 1863 — 13 квітня 1928) — еквадорський політик, президент країни у 1924—1925 роках.